# Kaple svatého Jakuba apoštola (Doubravice)
Kaple svatého Jakuba apoštola v Doubravicích – místní části Homole u Panny je drobná sakrální stavba stojící na návsi nedaleko rybníčka. Duchovní správou patří do farnosti Homole u Panny.

## Popis

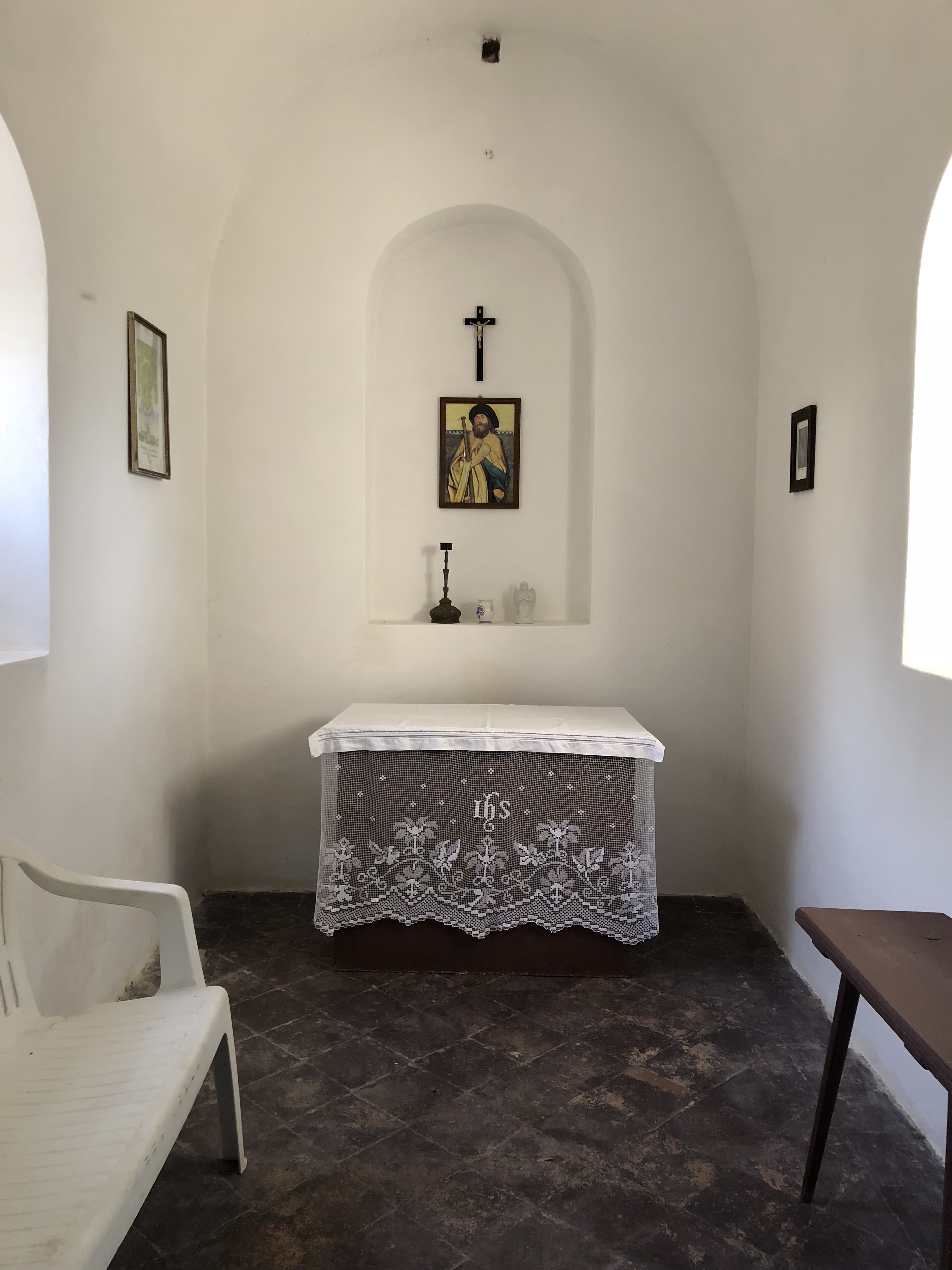
Interiér kaple s obrazem sv. Jakuba apoštola

Jedná se o pseudogotickou stavbu z poloviny 19. století. Kaple je obdélná se zvoničkovým nástavcem v ose průčelí. Portálek je ve tvaru hrotitého oblouku. Uvnitř je valená klenba a obraz sv. Jakuba.

## Okolí kaple
Nedaleko se u silnice na Týniště nachází litinový, částečně poškozený kříž stojící na kamenném podstavci s letopočtem 1868.